# Gurupi Esporte Clube
Il Gurupi Esporte Clube, noto anche semplicemente come Gurupi, è una società calcistica brasiliana con sede nella città di Gurupi, nello stato del Tocantins.

## Storia
Il club è stato fondato il 15 settembre 1988. Ha partecipato al Campeonato Brasileiro Série C nel 1995, nel 1996, e nel 2004. Il Gurupi ha vinto il Campionato Tocantinense nel 1996, nel 1997, e nel 2010, dopo aver sconfitto in finale l'Araguaína. Il club ha vinto il Campionato Tocantinense nel 2011, e si qualificò per il Campeonato Brasileiro Série D 2011, ma tuttavia decise di non partecipare. Il Gurupi ha vinto di nuovo il campionato statale nel 2012 e nel 2016.

## Palmarès

### Competizioni statali
- Campionato Tocantinense: 6

1996, 1997, 2010, 2011, 2012, 2016
- Campeonato Tocantinense Segunda Divisão: 1

2020